# اچ‌دی ۱۱۱۹۱۵
اچ‌دی ۱۱۱۹۱۵ یک ستاره است که در صورت فلکی قنطورس قرار دارد.